# (5062) Glennmiller
(5062) Glennmiller es un asteroide perteneciente al cinturón de asteroides, descubierto el 6 de febrero de 1989 por Eleanor F. Helin desde el Observatorio del Monte Palomar, Estados Unidos.

## Designación y nombre
Designado provisionalmente como 1989 CZ. Fue nombrado Glennmiller en honor al trombonista estadounidense de jazz y compositor Glenn Miller, más conocido por sus obras In the Mood y Moonlight Serenade.

## Características orbitales
Glennmiller está situado a una distancia media del Sol de 2,260 ua, pudiendo alejarse hasta 2,637 ua y acercarse hasta 1,883 ua. Su excentricidad es 0,166 y la inclinación orbital 3,300 grados. Emplea 1241,69 días en completar una órbita alrededor del Sol.

## Características físicas
La magnitud absoluta de Glennmiller es 13,8. Tiene 4,217 km de diámetro y su albedo se estima en 0,407.